# 夢想權之助

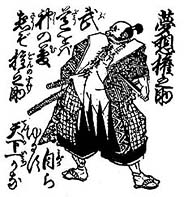
夢想權之助勝吉

夢想權之助（?—?）是江戶時代初期的劍客，生歿年不明，乃杖術的神道夢想流杖術的流祖。根據同流的口傳，姓山本、諱勝吉。《武藝流派大事典》（綿谷雪、山田忠史）記載本姓平野，通稱權兵衛。

## 生平簡歷
根據同流的口傳，夢想權之助曾被宮本武藏擊敗。日後權之助在寶滿山竈門神社祈願，並鑽研杖術，再度和武藏對戰，並擊敗之。

## 登場作品
- 浪人劍客（井上雄彦）

## 外部連結
- 武藏美術論 1